# Langhorne
Langhorne är en ort i Bucks County i delstaten Pennsylvania, USA.